# Bugala
Bugala – druga pod względem wielkości wyspa na Jeziorze Wiktorii (po Ukerewe), należąca do Ugandy. Zajmuje powierzchnię 275 km². Położona jest w północno-zachodniej części jeziora i należy do grupy Wysp Seeese w dystrykcie Kalangala. Głównym miastem jest Kalangala.